# Corea del Sur en los Juegos Olímpicos de la Juventud 2018
Corea del Sur participó en los Juegos Olímpicos de la Juventud 2018 en Buenos Aires, Argentina, celebrados entre el 6 y el 18 de octubre de 2018. Obtuvo una medalla dorada, cuatro de plata y siete de bronce.

## Deportes

### Atletismo
| Sexo | Atleta         | Evento          | Stage 1  | Stage 1 |
| Sexo | Atleta         | Evento          | Result   | Rank    |
| ---- | -------------- | --------------- | -------- | ------- |
| M    | Lee Seong-yoon | 5000m Race Walk | 22:20'57 | 15      |

## Medallero
| Medalla       | Oro | Plata | Bronce | Total |
| ------------- | --- | ----- | ------ | ----- |
| TOTAL OFICIAL | 1   | 4     | 7      | 12    |

## Competidores
| Deportes  | Hombres | Mujeres | Total |
| --------- | ------- | ------- | ----- |
| Atletismo | 1       |         | 1     |
| Total     | 1       |         | 1     |